# Hardware - Metallo letale
Hardware - Metallo letale (Hardware) è un film del 1990 diretto da Richard Stanley. Film horror fantascientifico che costituisce l'esordio del cineasta sudafricano. È stato distribuito nell'home video anche col titolo Hardware - I robot non muoiono mai.

## Trama
Il film è ambientato in un futuro non troppo lontano, in un pianeta Terra desertificato, intossicato dall'inquinamento e funestato da un'interminabile e imprecisata guerra. Mentre sta parlando con l'ex-soldato "Hard Mo" Baxter e l'amico Shades, un rigattiere di nome Alvy acquista da loro i resti di un robot, tranne la testa, che un nomade ha rinvenuto nel deserto. Incuriosito dalla tecnologia, Alvy inizia a ricercarne le origini. Mo e Shades fanno visita a Jill, solitaria fidanzata di Mo e scultrice di metalli, e dopo un'accoglienza inizialmente distante in cui Jill li controlla con un contatore Geiger, Mo presenta la testa del robot come regalo di Natale, che Jill accetta con entusiasmo e fa l'amore con Mo, con la coppia ignara che il loro vicino, un pervertito di nome Lincoln Winberg, li osserva con il suo telescopio.
Più tardi, Jill lavora la testa del robot in una scultura, osservata da Mo, ma Alvy raggiunge la coppia ed esorta Mo a tornare al negozio: ha infatti scoperto che i resti sono in realtà parti di un cyborg militare, nome in codice M.A.R.K-13. Prima di andarsene, Mo controlla la sua Bibbia, e vedendo il versetto di Marco 13.20, sospetta che il robot faccia parte di un complotto di governo per iniziare un genocidio umano come soluzione del grave problema della sovrappopolazione planetaria. Mo trova Alvy morto per una citotossina e riesce a provare che il robot è un modello di robot animato dalla sua capacità di autoripararsi impiegando materiali reperiti in loco; gli appunti del rigattiere provano anche che il suo punto debole è l'umidità. Preoccupato, Mo contatta Shades e gli chiede di controllare Jill, ma Shades è nel bel mezzo di un affare di droga ed è a malapena coerente. Il robot intanto si riassembla utilizzando i pezzi delle sculture di metallo di Jill e si ricarica prosciugando l'elettricità del suo appartamento. Vedendo che sta tentando di ucciderla, Jill lo intrappola in una stanza dato che le porte sono chiuse. Lincoln vede il robot chiudere le persiane mentre cerca di sbirciare Jill, e dopo essere riuscito brevemente ad aprire la porta dell'appartamento, tenta di sedurre la ragazza e di forzare la serratura d'emergenza, ignorando ogni pericolo; quando tenta di aprire le persiane in modo da spiare Jill più facilmente, il pervertito viene poi ucciso dal robot. Jill fugge in cucina e si nasconde nel frigo, che la nasconde dalla visione a infrarossi del robot; quest'ultimo viene danneggiato, e in seguito Mo, Shades e la squadra di sicurezza dell'appartamento arriva e apre il fuoco, in apparenza distruggendolo.
Mentre però Jill abbraccia Mo, viene presa dal robot fuori dalla finestra e va a sbattere contro l'appartamento di Lincoln; ripresasi, va ad aiutare Mo impegnato a lottare da solo contro il M.A.R.K. 13. Mo ha però la peggio e subisce per mano del robot la stessa dose di citotossina che ha ucciso Alvy, sperimentando l'euforia e una serie di allucinazioni prima di morire. Jill entra in casa e il robot imposta le porte del suo appartamento in modo che si aprano e si chiudano rapidamente; la squadra di sicurezza soccombe quando tenta di entrare e Shades è intrappolato all'esterno. Dopo essere entrata nella CPU del M.A.R.K. 13 ed aver tentato invano di comunicare con essa, Jill scopre il punto debole del robot e lo attira in bagno; Shades, che è riuscito a superare rapidamente le porte, le dà il tempo di aprire la doccia, in modo che il robot vada in cortocircuito e si disattivi.
La mattina dopo, però, una trasmissione radiofonica annuncia che il M.A.R.K. 13 è stato approvato dal governo e sarà prodotto in serie.

## Produzione
Il film fu girato in totale autonomia e con un budget limitato.
Il film contiene i cameo di Carl McCoy dei Fields of the Nephilim nel ruolo del nomade, di Lemmy Kilmister nel ruolo del taxista che ascolta Ace of Spades dei Motörhead, Iggy Pop nel ruolo del telepredicatore invasato (del quale si sente solo la voce trasmessa dalla stazione radio WAR) e i GWAR che compaiono passati dalla TV sotto le note di Stigmata dei Ministry.
Altre immagini che appaiono alla TV sono dal film Halber Mensch di Sogo Ishii, in particolare del pezzo Z.N.S. degli Einstürzende Neubauten.
Nella colonna sonora sono presenti anche brani dei P.I.L.
Il nome del robot, Mark-13 (da cui il titolo tedesco del film M.A.R.K.-13) è un riferimento al Vangelo secondo Marco ("Mark", appunto). Durante il film, il protagonista sfoglia questo vangelo e si ferma proprio al capitolo 13. Ne legge un brano ad alta voce, e in esso troviamo una frase fondamentale per la storia: «nessuna carne verrà risparmiata» (versetto 20). In realtà, il doppiaggio si è rifatto fedelmente all'originale inglese del versetto, «no flesh should be saved», mentre nella traduzione italiana viene di solito tradotto con "nessun uomo si salverebbe".

## Critica
Secondo Fantafilm, la pellicola "è una riprova che il basso budget non sempre significa scarsa qualità. La storia [...] è più allusiva di quanto si possa credere. A rendere interessante la vicenda è il contesto nella quale è ambientata: una società del futuro che porta i segni di una civiltà imbarbarita. [...] Il regista dissemina gli indizi di una dilagante anarchia e indifferenza morale. Il Mark 13 [...] è simbolo della razionale follia degli strumenti meccanici [...]. Una esasperazione della tecnologia che sfocia in una necessità di distruzione."

## Riconoscimenti
- Festival internazionale del cinema fantastico di Bruxelles (BIFFF) 1991:
  - Corvo d'Argento